# Myckelsjön
Myckelsjön är en sjö i Mora kommun i Dalarna och ingår i Dalälvens huvudavrinningsområde. Sjön har en area på 1,74 kvadratkilometer och ligger 381,6 meter över havet. Sjön avvattnas av vattendraget Kräggan. Vid provfiske har abborre, gädda, lake och mört fångats i sjön.

## Delavrinningsområde
Myckelsjön ingår i det delavrinningsområde (676988-140073) som SMHI kallar för Utloppet av Myckelsjön. Medelhöjden är 415 meter över havet och ytan är 20,75 kvadratkilometer. Räknas de 4 avrinningsområdena uppströms in blir den ackumulerade arean 68,56 kvadratkilometer. Kräggan som avvattnar avrinningsområdet har biflödesordning 4, vilket innebär att vattnet flödar genom totalt 4 vattendrag innan det når havet efter 387 kilometer. Avrinningsområdet består mestadels av skog (59 procent) och sankmarker (26 procent). Avrinningsområdet har 1,72 kvadratkilometer vattenytor vilket ger det en sjöprocent på 8,3 procent.